# Дулябський цвинтар
Дулябський цвинтар — історичний цвинтар розташований у східному передмісті Тегерану, Іран. Один з найважливіших християнських цвинтарів, складається з п'яти секцій:
- Вірменська апостольська
- Православна (росіяни, грузини та греки)
- Римокатолицька
- Вірменська католицька
- Асирійська (Асирійська східна, Халдейська католицька та Протестантська)

## Історія римокатолицького кладовища
Витоки католицького кладовища Дуляб йдуть з середини 19-го сторіччя. У 1855 році молодий Доктор Андре Луїс Ернест Клокей, особистий лікар Насер Аль-Дін Шаха, помер і був похований серед поля, розташованого в одному з районів Тегерана — Дуляб, недалеко від вірменського кладовища. Ця ділянка повиненна була стати місцем поховання для всіх католиків Тегерана, іноземців та місцевих жителів. Гробниця Доктора Клокея, оздоблену невеликим цегляним куполом, можна побачити й у ці дні.
З моменту їх прибуття в Тегеран в 1862 році отці Лазаристи, єдині католицькі священики в місті, опікувалися кладовищем. В ті часи налічувалося 87 католиків, що живуть в Тегерані, всі з яких були іноземцями або Халдеями. У 1886 році Жозеф Дезіре Tholozan, французький офіцер Почесного легіону і лікар французької місії, придбати землю для кладовища. З того часу кладовище було на службі католицької громади Тегерана, яка ставала численнішою та  міжнародною.
У 1942 році приблизно 120 000 польських солдатів та мирних жителів прибули до іранського берегу у Бандар-Анзалі. Вони були випущені з радянського полону і представляли польську армію на Сході під командуванням ргенерала Владислава Андерса. Багато з них були настільки бідними й голодними, що не змогли витримати поневірянь в дорозі, й померли одразу після прибуття до Ірану. Через це, польське посольство придбало половину території кладовища та гідно поховало своїх земляків, які загинули в Тегерані.
У 1943 році вірменська Католицька громада збудувала власне кладовище поруч із «латинським», халдеї зробили те саме 1963 року, і на сьогодні комплекс складається з п'яти частин загальною площею близько 76000 м2. 2000 року цвинтар був внесений до переліку національної культурної спадщини (справа № 2688) іранською організацією культурної спадщини (ICHTO).
Протягом другої половини 20-го сторіччя цвинтар продовжувала обслуговувати католицька громада. В середньому на рік проводилося п'ять поховань. Однак у 1990-х роках міська адміністрація анулювала дозвіл на використання землі як кладовища. Було вирішено, що вже минуло сорок років і могили можуть бути знесені, а територія може бути використана для будівельною метою. Було визначено нове місце для католицького кладовища, і Дуляб, здавалося, був приречений на забуття.
Національні громади представлені на католицькому кладовищі включає: Німеччина, США, Англія, Аргентина, Вірменія, Ассирійці (Іран), Австрія, Бельгія, Іспанія, Естонія, Франція, Греція, Нідерланди, Угорщина, Ірак, Ірландія, Італія, Японія, Латвія, Ліван, Литва, Малайзія, Нова Зеландія, Пакистан, Філіппіни, Португалія, Росія, Швеція, Швейцарія, Сирія, Чехія, Словаччина, Туреччина.

## Відомі люди поховані на цвинтарі
- Андре луїс Ернест Клокей (1818—1855) — французький лікар в суді Насер Аль-Дін Шах
- Жозеф Дезіре Толозан (1820—1897) — французький лікар
- Джуліус Гебауер (1846—1895) — членом Австро-Угорської військової місії в Персії
- Альфред Жан Батист Лемер (1842—1907) — французький військовий музикант і композитор
- Граф де Монте-Форте (1878—1916) — австрійський глава поліції Тегеранської
- Мінадора Хоштария (1881—1924) — дружина Акакій Хоштария
- Владислав Городецький (1863—1930) — польський архітектор
- Антуан Севрюгін (1840—1933) — вірмено-іранського фотографа
- Григор Мікеладзе (1898—1955) — грузинський військовий офіцер у імперської іранської армії
- Микола Марков (1882—1957) — російський архітектор
- Ованес Оганян (1896—1960) — режисер, директор першого іранського художнього фільму